# Isis coccinea
Isis coccinea är en korallart som beskrevs av Ellis och Daniel Solander 1786. Isis coccinea ingår i släktet Isis och familjen Isididae. Inga underarter finns listade i Catalogue of Life.